# Teralatirus
Teralatirus is een geslacht van weekdieren uit de klasse van de Gastropoda (slakken).

## Soorten
- Teralatirus festivus (Haas, 1941)
- Teralatirus funebris (Preston, 1907)
- Teralatirus roboreus (Reeve, 1845)

Niet geaccepteerde namen:
- Teralatirus cayohuesonicus, synoniem van Dolicholatirus cayohuesonicus
- Teralatirus ernesti, synoniem van Teralatirus roboreus
- Teralatirus noumeensis, synoniem van Crassicantharus noumeensis